# Brigitte Haas
Brigitte Haas (Vaduz, 27 de diciembre de 1964) es una abogada y política liechtensteiniana. Es la actual primera ministra de Liechtenstein desde el 10 de abril de 2025.

## Biografía
Haas creció en Schaan. Estudió derecho en la Universidad de Zúrich.
Se desempeña como directora general de la Cámara de Comercio e Industria de Liechtenstein (LIHK), donde representa los intereses de aproximadamente 40 empresas miembros, principalmente del sector industrial. Fue la candidata de la Unión Patriótica a primera ministra de Liechtenstein en las elecciones generales de Liechtenstein de 2025. Dado que su partido se convirtió en el más fuerte en las elecciones con el 38,3 % de los votos, Haas prestó juramento el 10 de abril de 2025 como la primera mujer jefa de gobierno de Liechtenstein. Antes de su elección, Haas era considerada una desconocida política, pero asumió el cargo como candidata después de que el primer ministro titular Daniel Risch decidiera no volver a presentarse.
Además de su labor en la LIHK, Haas ha estado involucrada en diversas iniciativas para promover la educación en ciencias, tecnología, ingeniería y matemáticas (STEM) entre los jóvenes, como el proyecto pepperMINT lab.p4.

## Vida personal
Hass vive en Vaduz y está casada con Hubert Ospelt.